# Алябьево (Оренбургская область)
Алябьево — село в Пономарёвском районе Оренбургской области в составе Равнинного сельсовета.

## География
Располагается на расстоянии примерно 16 километр по прямой на юг-юго-запад от районного центра села Пономарёвка.

## История
Село было образовано в 1830 году переселенцами из Тамбовской губернии. Название дано по имени первопоселенца. В советское время работали колхозы «Степан Разин» и им. Маленкова.

## Население
Постоянное население составляло 151 человека в 2002 году (русские 90 %), 61 в 2010 году.